# Rodrigo Rocha Loures
Rodrigo Costa da Rocha Loures (Curitiba, 1º de julho de 1943) é um professor, escritor e empresário brasileiro. É o pai de Rodrigo Santos da Rocha Loures.
Formado em Administração de Empresas pela Fundação Getúlio Vargas de São Paulo, foi professor de Administração da Universidade Federal do Paraná e em parceria com os departamentos de Engenharia Química e Administração desta instituição, pesquisou e fomentou a abertura de um empreendimento industrial para a produção de purê de batata instantâneo e isto resultou na fundação da empresa Nutrimental em 1968. Também foi professor da Pontifícia Universidade Católica do Paraná.
Foi presidente da Federação das Indústrias do Estado do Paraná (FIEP) por dois mandatos (de 2003 a 2011) e presidente da Associação Brasileira da Indústria da Nutrição (ABIN), além de ter sido vice-presidente da Associação Brasileira das Indústrias da Alimentação (ABIA).
Atualmente é vice-presidente da Confederação Nacional da Indústria (CNI) e integra o Conselho de Desenvolvimento Econômico e Social (CDES) e o Conselho Nacional de Ciência e Tecnologia (CCT), ambos ligados a Presidência da República. Também é secretário-executivo do Movimento Nacional de Cidadania e Solidariedade e coordenador nacional do Objetivos de Desenvolvimento do Milênio (ODM), entidade das Nações Unidas.
E o autor do livro Sustentabilidade XXI.